# Simplicije
Simplicije, papa od 468. do 483. godine.

## Životopis
Većinu onoga što o njemu znamo potječe iz djela "Liber pontificalis". Rođen je u Tivoliju, u Italiji, kao sin građana Castinus. Za papu je izabran 3. ožujka 468. g. Za vrijeme njegovog pontifikata je godine 476. Odoakar, zbacio posljednjeg zapadnorimskog cara Romula Augusta i sebe proglasio kraljem Italije. Za vrijeme njegovog pontifikata Crkva je na Istoku bila uznemiravana monofizitskim krivovjerjem. U Rimu je obnovio i posvetio neke bitne crkve. U glavnim grobljanskim bazilikama postavio je zbor svećenika koji su se izmjenjivali i obavljali bogoslužje. Umro je 10. ožujka 483. godine, a pokopan je u crkvi svetoga Petra. Adon je prvi zapisao sv. Simplicija u svoj Martirologij, 2. ožujka. Danas se njegov spomendan obilježava 10. ožujka